# Псковский округ
Псковский округ — административно-территориальная единица Ленинградской области, существовавшая в 1927—1930 и 1935—1940 годах. Административный центр — город Псков.

## История

### 1927—1930
Псковский округ был образован постановлением Президиума ВЦИК от 1 августа 1927 года в составе Ленинградской области. В него вошли территории бывших Псковского, Порховского, Островского, Опочецкого, Новоржевского уездов Псковской губернии.
30 июля 1930 года Псковский округ, как и большинство остальных округов СССР, был упразднён. Его районы отошли в прямое подчинение Ленинградской области.

### 1935—1940
25 марта 1935 года вновь был образован Псковский округ (в качестве пограничного, которые тогда создавались вдоль границ СССР).
19 сентября 1940 года Псковский округ был повторно упразднён, а его районы перешли в прямое подчинение Ленинградской области.

## Административное деление
В 1927—1930 годах округ был разделён на 18 районов:
- Бежаницкий,
- Выборский,
- Дедовичский,
- Дновский,
- Карамышевский,
- Красногородский,
- Кудеверский,
- Новоржевский,
- Новосельский,
- Опочецкий,
- Островский,
- Палкинский,
- Порховский,
- Псковский,
- Пушкинский,
- Серёдкинский,
- Славковский,
- Чихачевский.

По данным на 1929 год в округе существовало 3 национальных сельсовета:
- В Новосельском районе — Могутовский, Пустопержский (Леннерский) эстонские
- В Середкинском районе — Луговский эстонский[2].

В 1935-1940 годах округ включал 12 районов:
- Гдовский,
- Карамышевский,
- Лядский,
- Новосельский,
- Островский,
- Палкинский,
- Полновский,
- Псковский,
- Серёдкинский,
- Славковский,
- Сошихинский,
- Струго-Красненский.

В 1939 году образован Пожеревицкий район.

## Население
По данным переписи населения 1939 года, в округе проживало 450,7 тыс. человек. В том числе русские — 94,8 %; эстонцы — 3,0 %.